# Флаг Козелецкого района
Флаг Козелецкого района — официальный символ Козелецкого района Черниговской области, утвержденный 29 августа 2008 года решением сессии Козелецкого районного совета.
Автор — А. Гречило.

## Описание
Флаг представляет собой прямоугольное полотнище с соотношением сторон 2:3, состоящее из четырех вертикальных полос — голубой, малиновой, голубой и малиновой, посредине флага расположен желтый цветок козленка.